# Європейський гнилець
Європе́йський гниле́ць — інфекційна хвороба відкритого розплоду (іноді закритого), яка викликається мікроорганізмами Melissococcus pluton, Enterococcus liquifaecalis (Str.apis), Bac.alvei, Bac. latherosporus.
Частіше хвороба виявляється навесні після похолодань при недостатній кількості корму і поганому утепленні розширених гнізд.

## Характер ураження
Уражені личинки жовтіють, зморщуються і гинуть. Загиблі личинки висихають і перетворюються в темні кірочки, які легко витягуються з комірок. Личинки що гниють, у відкритих комірках набувають кислого або гнильного запаху. При запущеній формі хвороби уражаються личинки старшого віку, кришечки над ними продірявлені, сутеніють і западають. Бджоли часто, після того як винесуть кірочки, заносять нектар або пергу в уражені комірки. Матка, як правило, не відкладає в них яйця, що призводить до строкатості
розплоду і може вказувати на хронічний перебіг захворювання.